# دیوید هاجسون (بازیکن فوتبال)
دیوید هاجسون (انگلیسی: David Hodgson؛ زادهٔ ۶ اوت ۱۹۶۰) یک بازیکن فوتبال اهل بریتانیا است.